# Plectranthus barbatus
Espèce
Synonymes
- Coleus barbatus (Andrews) Benth., 1830
- Coleus forskohlii auct.
- Coleus penzigii Baker, 1810
- Plectranthus forskohlii auct.[2]

- Coleus forskohlii (Willd.) Briq., 1897[3]
- Plectranthus forskohlii Willd., 1800[4]

Plectranthus barbatus, connu aussi sous le synonyme botanique Coleus forskohlii et communément appelée Coléus à forskoline ou Coléus de l'Inde, et doliprane aux Antilles françaises, est une espèce de plantes à fleurs de la famille des Labiées (Lamiaceae). C'est un coléus originaire de l'Inde. Cette plante vivace tropicale est cultivée notamment pour sa forskoline, un composant aux propriétés médicinales.

## Description
La plante a de grandes feuilles dentées et une inflorescence en épi bleu. C'est une plante vivace qui pousse en climat tropical.

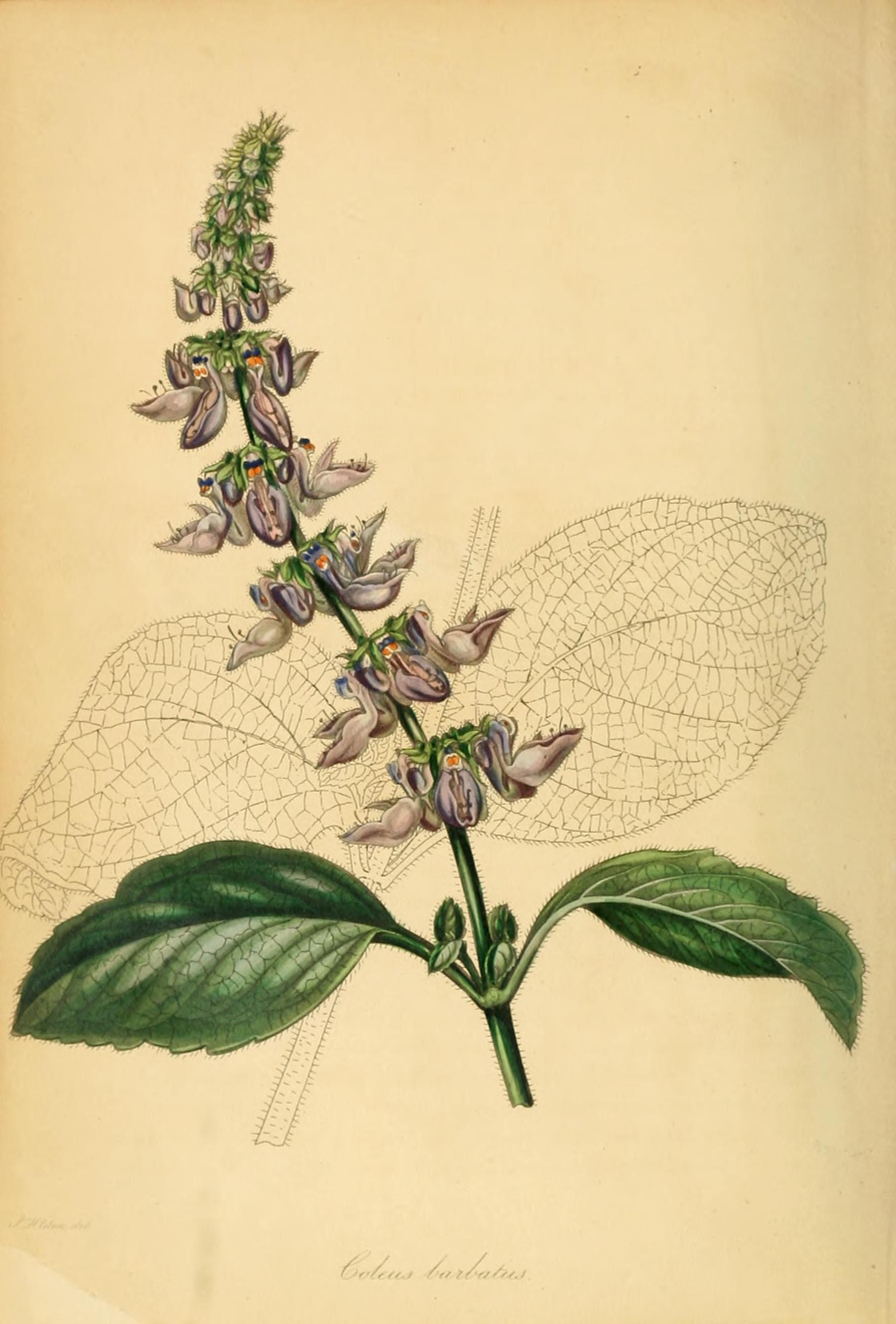
Planche botanique.
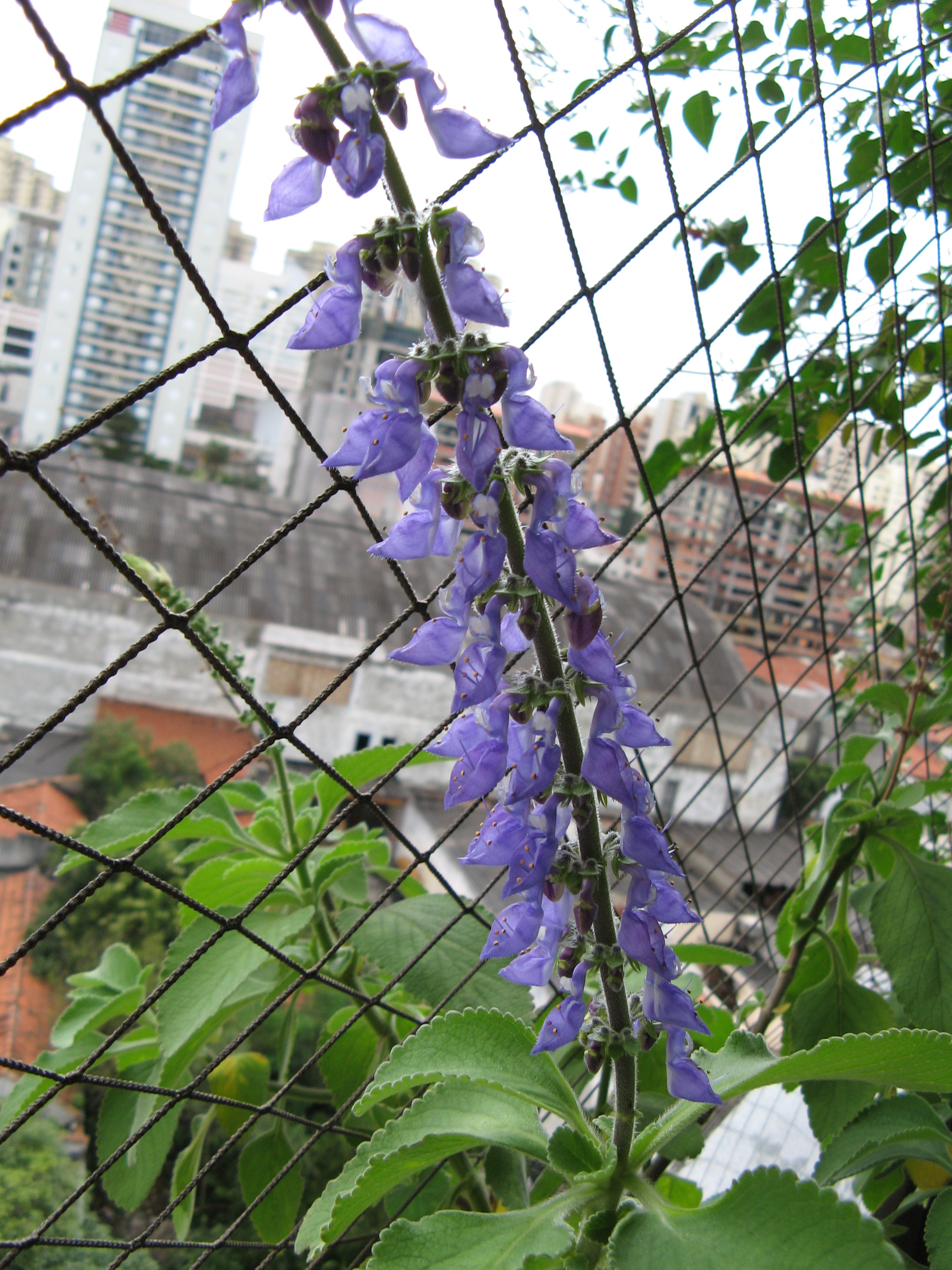
Inflorescence.
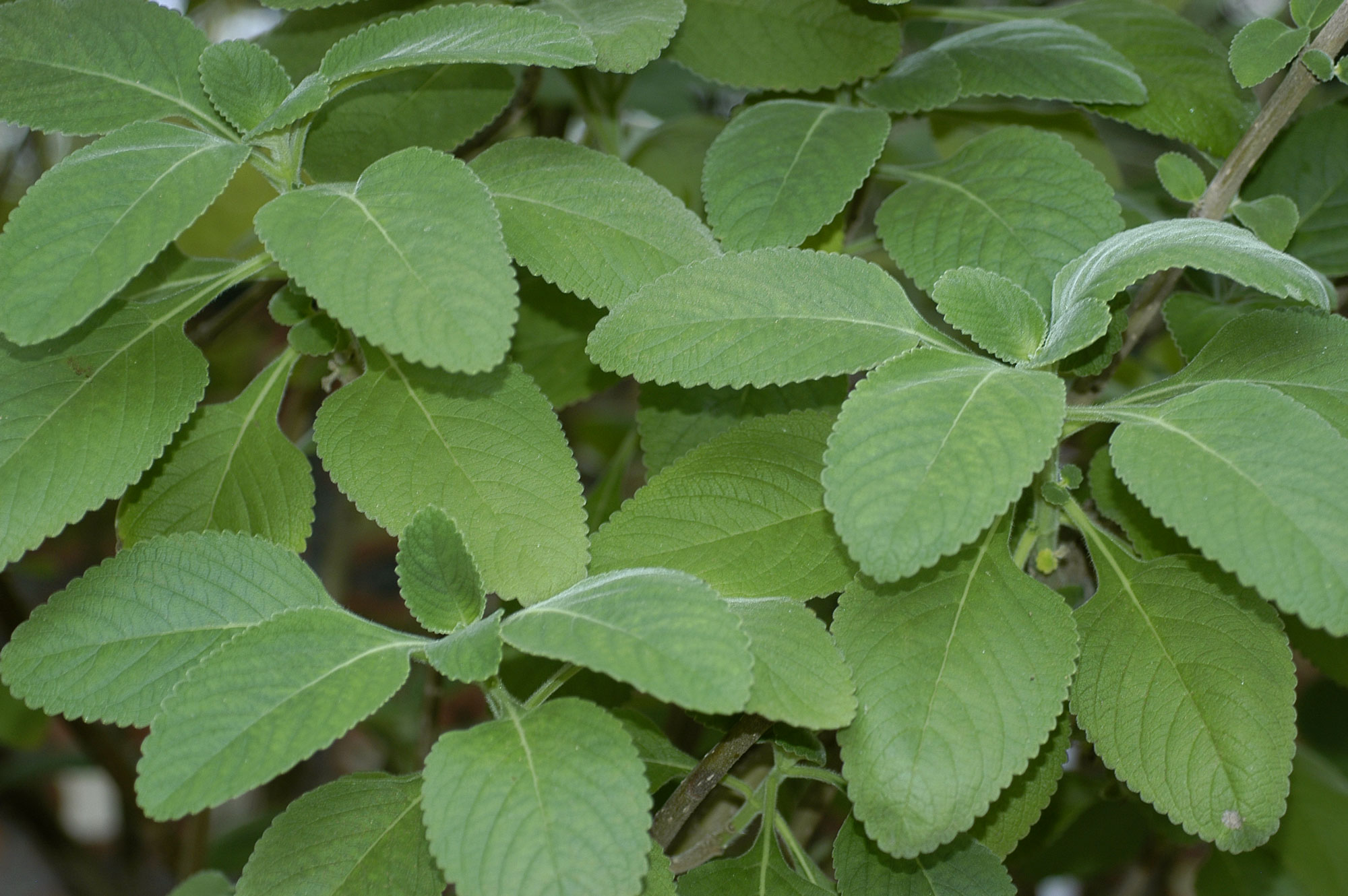
Feuillage.
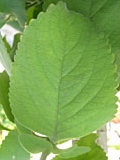
Feuille.

### Utilisation

Composition de la forskoline.

Cette plante est largement cultivée pour ses composants aux propriétés médicinales.
Des études sont en cours sur l’activité d’un de ses composés, un diterpénoïde, le coléonol ou forskoline, contenu dans les racines, qui aurait des propriétés cardiotoniques. Il pourrait être utilisé dans les compléments alimentaires à visée « minceur » par son action sur le métabolisme des sucres et des graisses.
Du fait de ses vertus médicinales, notamment soigner les maux de tête, cette plante est appelée "doliprane" en Guadeloupe et en Martinique.

## Classification
Ce taxon a été décrit en 1810 par le botaniste britannique Henry Cranke Andrews (1794-1830).
L'épithète spécifique barbatus signifie « barbu, à poils longs et fins ».

### Liste des variétés
Selon Catalogue of Life (26 octobre 2015), The Plant List (26 octobre 2015) et Tropicos (26 octobre 2015) :
- variété Plectranthus barbatus var. barbatus

- variété Plectranthus barbatus var. grandis (L.H.Cramer) Lukhoba & A.J.Paton.